# 漆をめぐる物語
『漆をめぐる物語』は、オリジナル作品として2022年3月20日にテレビ岩手「いわて漆紀行～うるしびとが紡ぐ伝統～」内で放送されたテレビドラマ。樋口柚子の民放連続ドラマ初主演作。

## キャスト
藤野マキ（ふじの まき）＜27/42＞
演 - 樋口柚子
主人公。フリーアナウンサー。漆の取材のため、岩手県二戸市を訪れる。
菊池泉（きくち いずみ）＜21＞
演 - 成海花音
岩手の漆かき職人。
中村（なかむら）＜24＞
演 - 浜島大将
若手ディレクター。
斎藤（さいとう）＜42＞
演 - 伊藤慶徳
ベテランカメラマン。
西（にし）＜35＞
演 - 黒澤優介
音声マン。
長島まどか（ながしま まどか）
演 - 長島まどか（※本人役）
先輩の漆かき職人。

## スタッフ
- 脚本 - 竜口昇
- プロデューサー - 丸谷尚史、美谷島諒
- 演出 - 安田瑛己
- 撮影 - 倉本光祐
- 照明 - 山口峰寛
- 録音 - 小牧将人
- 衣裳 - 川久保はるか
- メイク - 最上ヒロ子、諏訪内千賀子
- 助監督 - 竜口昇、菅野圭亮
- 制作 - 瀬戸口史賀
- 整音 - 北村剛
- 作曲 - 石田勝範
- 監修・協力 - 岩手県浄法寺漆生産組合
- 撮影協力 - 浄法寺歴史民俗資料館、ステーション、滴生舎、二戸市
- 製作 - テレビ岩手